# Skulpturenpfad Kunst am Deich

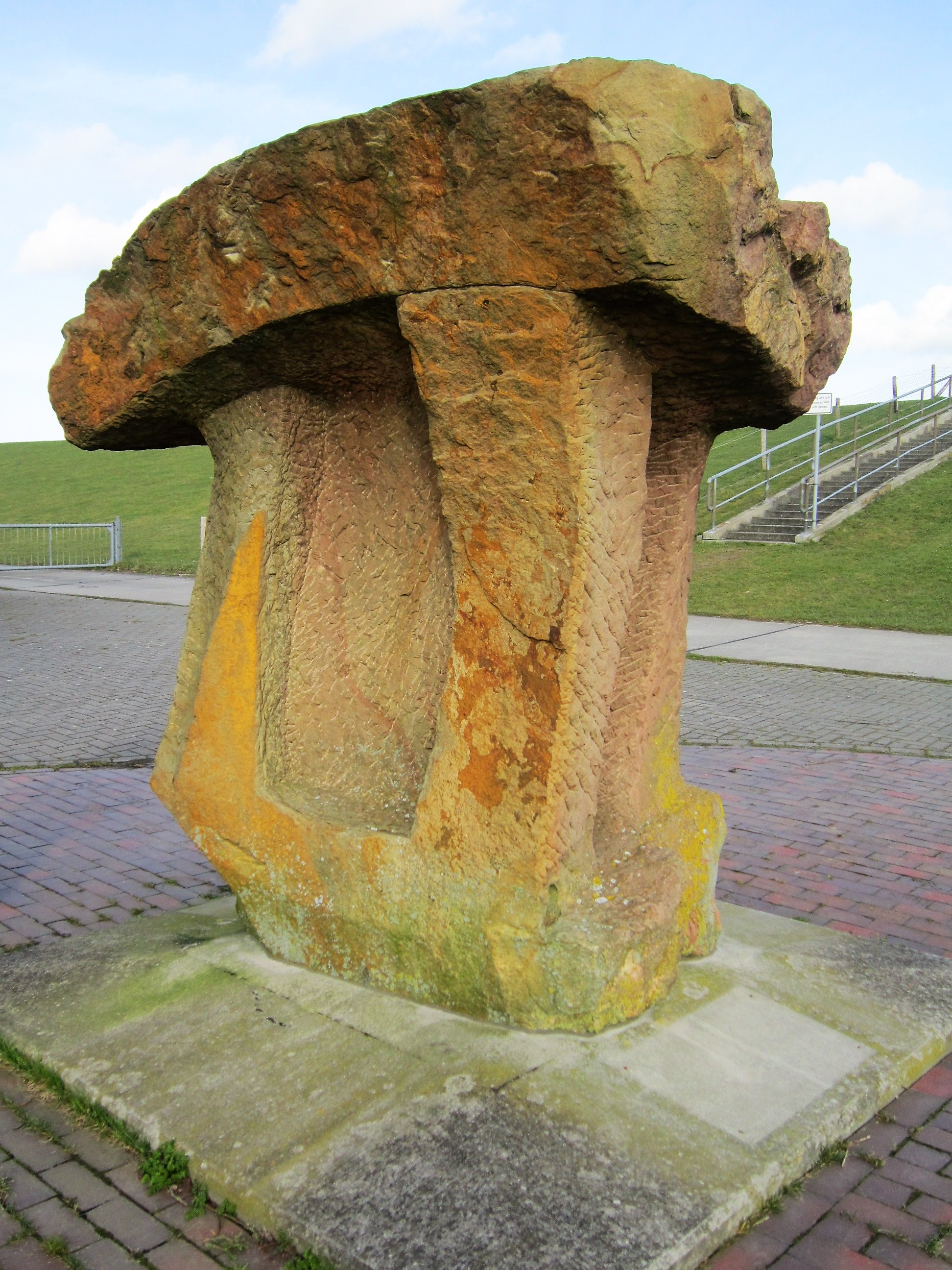
Skulptur „2. Tag der Schöpfung“ von Adrian Jähne in Cäciliengroden Nord

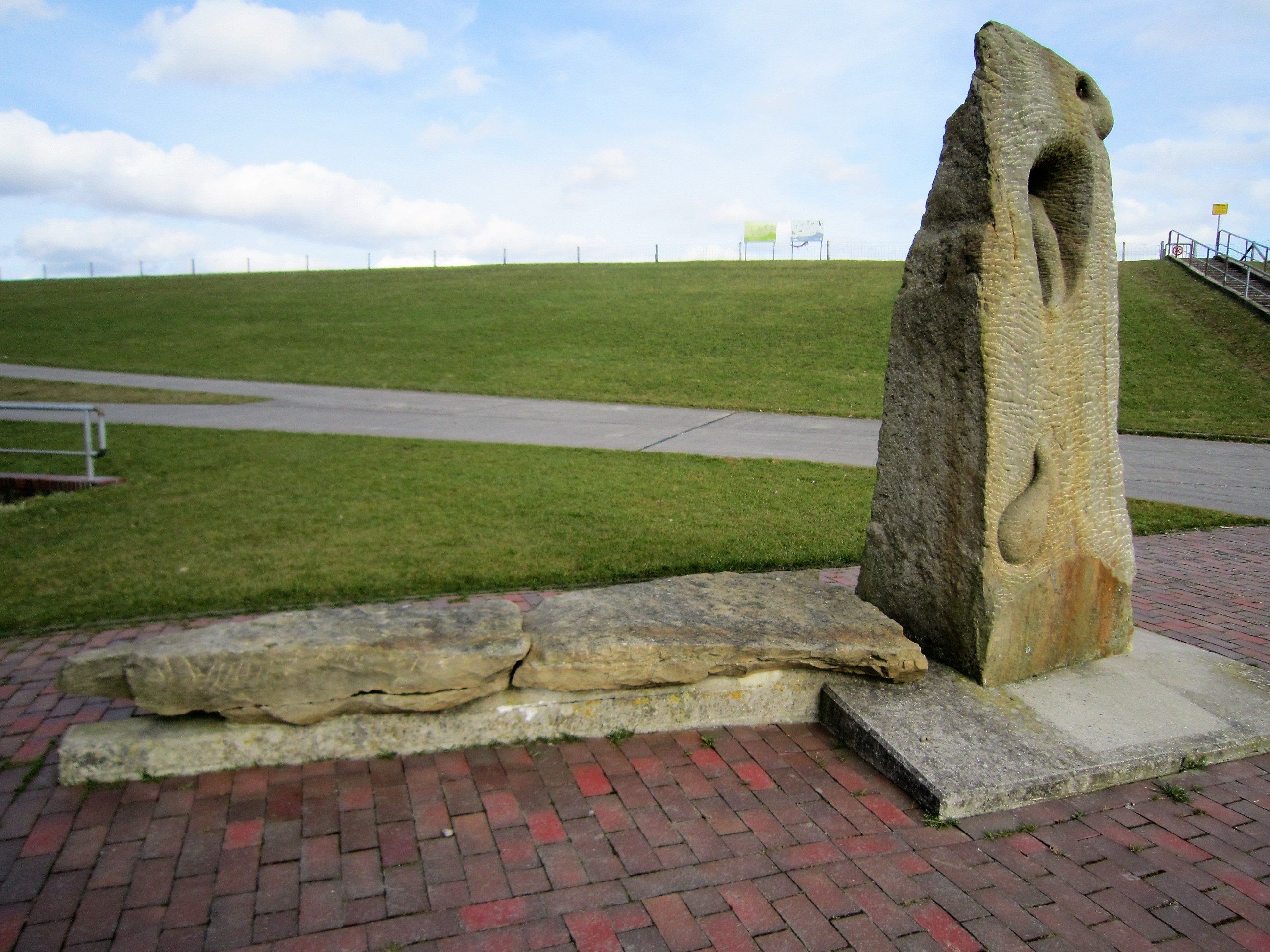
Skulptur „3. Tag der Schöpfung“ von Thorsten Schütt in Cäciliengroden Süd

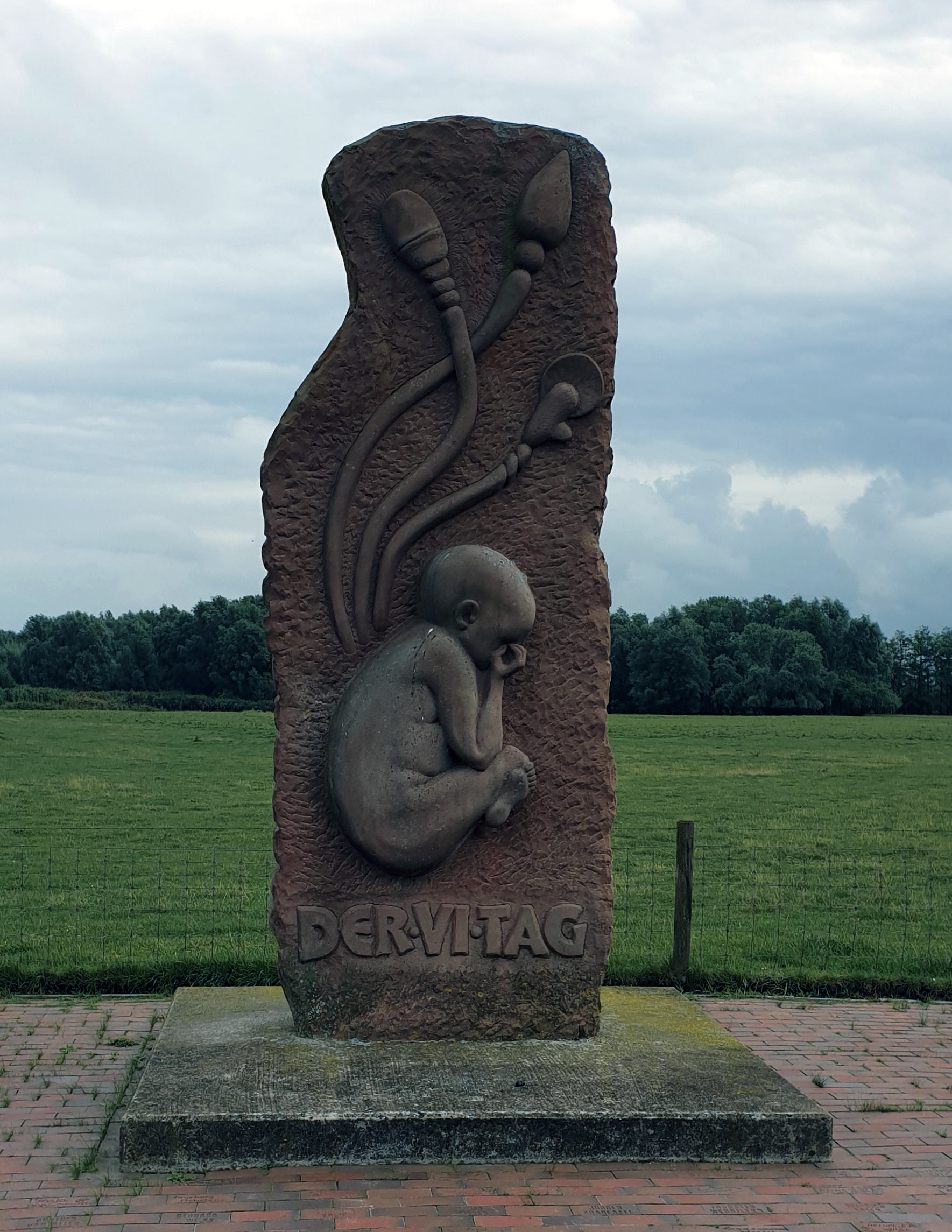
Skulptur „6. Tag der Schöpfung“ von Norbert Pierdzig, Petershörn, in Varel

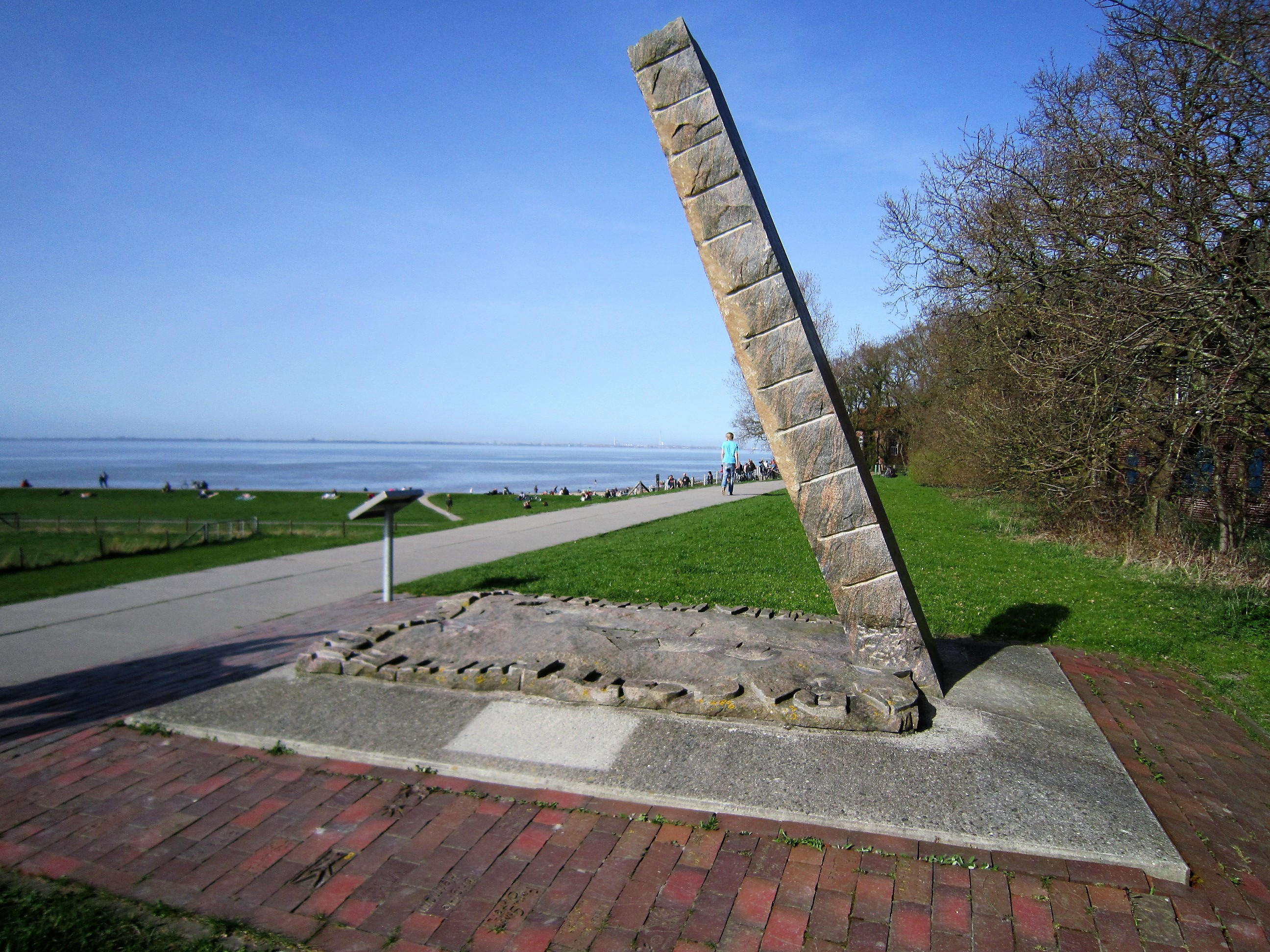
Skulptur „7. Tag der Schöpfung“ von Eckart Grenzer in Dangast

Der Skulpturenpfad Kunst am Deich ist ein zweiteiliger Skulpturenpfad entlang des Radwanderwegs rund um den niedersächsischen Jadebusen. Der erste Skulpturenpfad mit sieben Skulpturen zur Schöpfungsgeschichte entstand im Expo-Jahr 2000 und befindet sich am westlichen Jadebusen zwischen Mariensiel und Dangast. Die Fortsetzung des Skulpturenpfads entstand im Herbst 2003 am östlichen Jadebusen zwischen Varel und Eckwarderhörne und zeigt ebenfalls sieben Skulpturen zum Thema „Die Sintflut - Bewahrung der Schöpfung hinter dem Deich“. 2010 wurde der Skulpturenpfad um das Kunstwerk „Der Turmbau zu Babel – Die Hütte Gottes bei den Menschen“ ergänzt.

## Entstehung
Die sieben Skulpturen zum Thema „Die Sieben Tage der Schöpfung – Sieben SEH-Zeichen auf sieben SEE-Meilen“ entstanden im Expo-Jahr 2000 im Rahmen eines Bildhauersymposiums in Cäciliengroden. Das Symposium fand auf Initiative der evangelisch-lutherischen Christus-Kirchengemeinde in Sande-Cäciliengroden unter Leitung von Pfarrer Frank Klimmeck statt. Vom 15. Juni bis zum 15. Juli 2000 arbeiteten die beteiligten Künstler Nicolei Deppe (Bremen), Ivo Gohsmann (Oldenburg), Eckart Grenzer (Oldenburg), Adrian Jähne (Görlitz), Jo und Jutta Klose (Nordhorn), Norbert Pierdzig (Edewecht) und Thorsten Schütt (Horsten) unter freien Himmel bei Wind und Wetter an ihren Skulpturen. Die Aktion stieß auf eine so große positive Resonanz, dass die Kunstwerke nach ihrer Fertigstellung entlang des Radwanderwegs am Jadebusen aufgestellt wurden.
Im Sommer 2002 fand die Idee vom Skulpturenpfad Kunst am Deich eine Fortsetzung. Auf der Deichbaustelle Augustgroden am östlichen Jadebusen entstanden durch die nahezu identische Künstlergruppe Skulpturen zum Thema „Die Sintflut – Bewahrung der Schöpfung hinter dem Deich“. Für den verhinderten Adrian Jähne sprang Wilfried Gerdes (Moordorf) ein. Die Sintflut-Skulpturen wurden dann im Herbst 2003 entlang des Radwanderwegs am östlichen Jadebusen aufgestellt.
2010 wurde der Skulpturenpfad auf Initiative des Pfarrers im Ruhestand Frank Klimmeck um ein weiteres Kunstwerk ergänzt. Das Kunstwerk „Der Turmbau zu Babel – Die Hütte Gottes bei den Menschen“ am Feldhauser Deich in Langwarden bildet den vorläufigen Abschluss des Skulpturenpfades rund um den Jadesbusen. Die Einweihung erfolgte im September 2010.

## Skulpturen

### Westlicher Skulpturenpfad
Auf der Westseite des Jadebusens befinden sich die folgenden Skulpturen:
| Standort            | Künstler                      | Skulptur                                                 |
| ------------------- | ----------------------------- | -------------------------------------------------------- |
| Mariensiel          | Nicolei Deppe (Bremen)        | 1. Schöpfungstag: „Licht und Finsternis“                 |
| Cäciliengroden/Nord | Adrian Jähne (Görlitz)        | 2. Schöpfungstag: „Die Feste – Der Himmel“               |
| Cäciliengroden/Süd  | Thorsten Schütt (Horsten)     | 3. Schöpfungstag: „Erde und Meer – Die Pflanzen“         |
| Idagroden           | Jo und Jutta Klose (Nordhorn) | 4. Schöpfungstag: „Sonne, Mond und Sterne – Die Lichter“ |
| Petersgroden        | Ivo Gohsmann (Oldenburg)      | 5. Schöpfungstag: „Die Tiere im Wasser und in der Luft“  |
| Petershörn          | Norbert Pierdzig (Edewecht)   | 6. Schöpfungstag: „Die Tiere des Feldes. Der Mensch“     |
| Dangast             | Eckart Grenzer (Oldenburg)    | 7. Schöpfungstag: „Und Gott segnete den siebten Tag“     |

### Östlicher Skulpturenpfad
Auf der Ostseite des Jadebusens befinden sich die folgenden Skulpturen:
| Standort                | Künstler                      | Skulptur                                                                                  |
| ----------------------- | ----------------------------- | ----------------------------------------------------------------------------------------- |
| Vareler Siel            | Eckart Grenzer (Oldenburg)    | „Die Sintflut des Nordens – Die Eiszeit“                                                  |
| Wapeler Siel            | Norbert Pierdzig (Edewecht)   | „Sollte Gott gesagt haben? – Der Zweifel als Ursprung des verlorenen Paradieses“          |
| Schweiburg/Am Deich     | Nicolei Deppe (Bremen)        | „Soll ich der Hüter meines Bruders sein? – Der Brudermord als Folge des Vertrauensbruchs“ |
| Augustgroden/Hobenbrake | Jo und Jutta Klose (Nordhorn) | „Die große Flut – Die Welle“                                                              |
| Beckmannsfeld           | Thorsten Schütt (Horsten)     | „Die Arche – Bewahrung der Kreatur“                                                       |
| Eckwardersiel           | Wilfried Gerdes (Moordorf)    | „Die Taube – Neues Land in Sicht“                                                         |
| Eckwarderhörne          | Ivo Gohsmann (Oldenburg)      | „Der Regenbogen – Bindung zwischen Himmel und Erde als Prinzip Hoffnung“                  |

### Abschluss des Skulpturenpfades
| Standort         | Künstler                                     | Skulptur                                                   |
| ---------------- | -------------------------------------------- | ---------------------------------------------------------- |
| Feldhauser Deich | Architekturbüro Bendig & Wessels (Nordenham) | „Der Turmbau zu Babel – Die Hütte Gottes bei den Menschen“ |